# Fernando Velázquez
Fernando Velázquez (Getxo, Biscaia, 22 de novembre de 1976) és un compositor, director d'orquestra i violoncel·lista espanyol. Ha compost un gran nombre de bandes sonores per a cinema i televisió. Entre les seves obres més conegudes estan les bandes sonores de totes les pel·lícules de Juan Antonio Bayona (L'orfenat, The Impossible i Un monstre em ve a veure) i de Crimson Peak.

## Biografia
Fill d'una professora de Dret i d'un catedràtic de Literatura, va començar en la música als conservatoris de la seva localitat natal, Getxo, per a després seguir en Bilbao i Vitòria. També va estudiar composició a París i Madrid. En 1998, es va llicenciar en Història per la Universitat de Deusto. Com a músic ha estat violoncel·lista durant dos anys en l'Orquestra de Cambra Santa Cecilia (1995-1997), a l'Edinburgh University Music Society Symphonic Orchestra (1998) i la Jove Orquestra del País Basc entre 1999 i l'any 2004.Posteriorment ha col·laborat amb l'Orquestra Simfònica d'Euskadi i l'Orquestra Simfònica de Madrid.
En 1999, va començar la seva carrera com a compositor de bandes sonores. Els seus primers treballs fora per al realitzador Koldo Serra, amb el qual ha treballat habitualment, en els curtmetratges Amor de madre i El trabajo. Posteriorment col·laborà amb Juan Antonio Bayona a El hombre esponja (2002) o amb Nacho Vigalondo a 7:35 de la mañana (2003).
L'any 2006 va fer el salt als llargmetratges participant a El síndrome de Svensson de Kepa Sojo i Bosque de sombras de Koldo Serra. A l'any següent, el seu treball en L'orfenat li va generar els seus primers reconeixements. Aquest mateix any va fer el seu primera treball en televisió, per a la sèrie Gominolas. Alguna cosa que repetiria en 2010, a Karabudjan. Va posar també la música a Lope del director brasiler Andrucha Waddington i a Els ulls de la Júlia de Guillem Morales produïda per Guillermo del Toro, el mateix que havia produït L'orfenat.
En 2012, va compondre la banda sonora de The Impossible. Més recentment ha col·laborat amb Andrés Muschietti a Mamá. També ha compost per a Zipi y Zape y el club de la canica (2013), Ocho apellidos vascos (2014) i Hércules (2014).
Com a director d'orquestra ha dirigit a l'Orquestra Simfònica d'Euskadi, l'Orquestra i Cor de la Comunitat de Madrid, la London Metropolitan Orchestra, la Simfònica de Màlaga, la Simfònica de la Ràdio de Budapest, la Real Orquestra Simfònica de Sevilla i l'Orquestra Simfònica de Bilbao.

## Bandes sonores

### Pel·lícules
| Any  | Pel·lícula                                 | Notes |
| ---- | ------------------------------------------ | --- |
| 2006 | El síndrome de Svensson                    | |
| 2006 | Bosque de sombras                          | |
| 2007 | Savage Grace                               | |
| 2007 | L'orfenat                                  | Medalla del CEC a la millor música original Premio de la música a Millor álbum de banda sonora d'obra cinematogràfica Nominado—Goya a la millor música original Nominado—Premi de la música Millor compositor europeu |
| 2007 | La zona                                    | |
| 2008 | Eskalofrío                                 | |
| 2008 | Sexykiller, morirás por ella               | |
| 2009 | Spanish Movie                              | |
| 2010 | El mal ajeno                               | |
| 2010 | Lope                                       | Nominat—Medalla del CEC a la millor música original |
| 2010 | Els ulls de la Júlia                       | |
| 2010 | La trampa del mal                          | |
| 2010 | Última sesión                              | |
| 2011 | Cinco metros cuadrados                     | |
| 2011 | Babycall                                   | |
| 2012 | The Impossible                             | Nominado—Goya a la millor música original |
| 2012 | Uskyld                                     | |
| 2013 | Mamá                                       | |
| 2013 | Los últimos días                           | |
| 2013 | Zipi y Zape y el club de la canica         | |
| 2013 | The Adventurer: The Curse of the Midas Box | |
| 2014 | Ocho apellidos vascos                      | Nominado—Goya a la millor cançó original |
| 2014 | Hércules                                   | |
| 2015 | Crimson Peak                               | |
| 2016 | Orgullo + Prejuicio + Zombis               | |
| 2016 | Gernika                                    | |
| 2016 | Zipi y Zape y la isla del capitán          | |
| 2016 | Un monstre em ve a veure                   | Goya a la millor música original Medalla del CEC a la millor música original Nominat— Premi Platino a millor música original                                                                                          |
| 2016 | Colonia                                    | |
| 2017 | El guardián invisible                      | |
| 2017 | Thi Mai, rumbo a Vietnam                   | |
| 2017 | Que baje Dios y lo vea                     | |
| 2017 | Marrowbone                                 | |
| 2018 | Durante la tormenta                        | |
| 2018 | Superlópez                                 | |

### Televisió
- La otra mirada (2018)
- Karabudjan (2010)
- Las manos del pianista (2008)
- Gominolas (2007)

### Altres
- Cantata Gabon Dut Anunzio!! (2009)
- Trilogía galdosiana (2006)
- Los delirios de Mauricia la Dura (2007)
- Humanity at Music (2018)

## Premis i nominacions
Premis Goya
| Any  | Categoria              | Pel·lícula               | Resultat  |
| ---- | ---------------------- | ------------------------ | --------- |
| 2008 | Millor música original | L'orfenat                | Nominat   |
| 2013 | Millor música original | The Impossible           | Nominat   |
| 2015 | Millor cançó original  | Ocho apellidos vascos    | Nominat   |
| 2017 | Millor música original | Un monstre em ve a veure | Guanyador |

Medalles del Cercle d'Escriptors Cinematogràfics
| Any  | Categoria     | Pel·lícula               | Resultat  |
| ---- | ------------- | ------------------------ | --------- |
| 2008 | Millor música | L'orfenat                | Guanyador |
| 2011 | Millor música | Lope                     | Nominat   |
| 2017 | Millor música | Un monstre em ve a veure | Guanyador |

Premis de la Música
| Any  | Categoria                                           | Pel·lícula | Resultat  |
| ---- | --------------------------------------------------- | ---------- | --------- |
| 2008 | Millor álbum de banda sonora d'obra cinematogràfica | L'orfenat  | Guanyador |

Premis del Cinema Europeu
| Any  | Categoría                 | Pel·lícula | Resultat |
| ---- | ------------------------- | ---------- | -------- |
| 2008 | Millor compositor europeu | L'orfenat  | Nominat  |

Premis Platino
| Any  | Categoria              | Pel·lícula               | Resultat |
| ---- | ---------------------- | ------------------------ | -------- |
| 2017 | Millor Música Original | Un monstre em ve a veure | Nominat  |